# تروند بيدرسن
تروند بيدرسن (بالنرويجية البوكمول: Trond Pedersen)‏ (10 فبراير 1951 في النرويج - ) هو مدرب كرة قدم ولاعب كرة قدم نرويجي في مركز الدفاع. شارك مع منتخب النرويج تحت 21 سنة لكرة القدم ومنتخب النرويج لكرة القدم. أما مع النوادي، فقد لعب مع نادي ستارت.

## وصلات خارجية
- تروند بيدرسن على موقع اتحاد النرويج (النرويجية)
- تروند بيدرسن على موقع قاعدة بيانات كرة القدم.إي يو (الإنجليزية)
- تروند بيدرسن على موقع ناشيونال فوتبول تيمز (الإنجليزية)